# Berezicze
Berezicze (ukr. Березичі, Berezyczi) – wieś na Ukrainie, w obwodzie wołyńskim, w rejonie kamieńskim.
Wieś powstała w 1598 roku.
Do 2020 w rejonie lubieszowskim. 